# 美山村立谷合中学校
美山村立谷合中学校（みやまそんりつ　くずはらちゅうがっこう）は、かつて岐阜県山県郡美山村（後の美山町。現・山県市）に存在した公立中学校。

## 概要
- 旧・山県郡谷合村の中学校であった。1962年、葛原中学校、北武芸中学校と統合し、美山北中学校の新設により廃校。
- 谷合小学校に併設され、校舎も共用であった。谷合小中学校とも称した。

## 沿革
- 1947年（昭和22年）4月 - 谷合村に谷合村立谷合中学校として開校。谷合小学校に併設。
- 1955年（昭和30年）4月1日 - 山県郡富波村、谷合村、葛原村、北山村、北武芸村、西武芸村と武儀郡乾村が合併し、美山村が発足。同時に美山村立谷合中学校に改称する。
- 1962年（昭和37年）4月1日 - 葛原中学校、谷合中学校、北武芸中学校を統合し、美山村立美山北中学校の新設により廃校。旧・谷合中学校は美山北中学校谷合分教場となる。
- 1964年（昭和39年）4月1日 - 美山北中学校の新校舎での授業を開始。谷合分教場を廃止。